# Château de Beaulieu (Héric)
 (mars 2020).
Pour les articles homonymes, voir Château de Beaulieu.
Le château de Beaulieu est une maison de maître datant du milieu du XIXe siècle située sur la commune d'Héric.

## Localisation
Le château est situé en Loire-Atlantique sur la commune d'Héric, à quelques kilomètres au nord de Nantes.

## Description
Le château actuel fût construit entre 1856 et 1861. Il est entouré de nombreuses dépendances telles que des écuries, un four à pain, un pressoir, un cellier, une boulangerie et des porcheries, dont certaines ont aujourd'hui disparu.
Il était à l'origine entouré d'un mur d'enceinte en pierres et l'entrée était marquée par deux grilles en fer forgé et une allée bordée d'arbres. Il ne reste aujourd'hui que les grilles et un pan de mur.
A l'intérieur de la bâtisse, d'une surface d'environ 200 m² sur chacun des 3 étages (le dernier étage servant de chambres pour les bonnes et les domestiques), on retrouve beaucoup de pièces tels des salons et des chambres avec dans chacune une cheminée. Une grande verrière aujourd'hui détruite ornait la façade est. Sur le toit, un petit balconnet permet de voir à plusieurs kilomètres à la ronde et permettait au propriétaire de surveiller ses terres.
En contrebas de la bâtisse coule un ruisseau sur lequel un ponton en fer forgé encore en place permettait d'accéder à une chapelle qui fut détruite dans les années 1960.

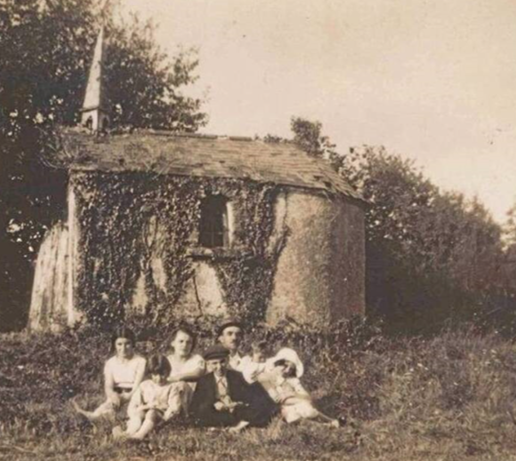
La chapelle aujourd'hui disparue.

## Historique des propriétaires.
On ne connait pas avec certitude les premiers propriétaires du château mais ils semblent être Joseph Lemasson, sa femme Henriette et leurs enfants, qui figurent sur les recensements de population en 1861.
En 1890 il est acheté par Etienne Botrel, médecin Nantais, et sa femme Marie Euphrasie Bailly qui en sont les propriétaires pendant 32 ans, jusqu'en septembre 1922. 
À la mort de Mme Bailly en septembre 1922, le couple n'ayant pas d'enfant, le château est mis aux enchères. Il est adjugé aux frères Louis et Emile Busson qui l'achètent avec les terres à la famille Botrel. Louis y vît avec sa femme, ses deux filles, deux pupilles de la nation et plusieurs domestiques et travailleurs journaliers, tandis qu'Emile habite le hameau tout proche des "Plesses Neuves" où il fait construire plusieurs maisons.
En décembre 1947 Emile cède par anticipation sa part du château à ses deux filles Camille et Fernande. Fernande étant religieux en Nouvelle-Calédonie, seuls Camille et son mari Eugène exploitent les terres du domaine. 
Le château semble ensuite être vendu vers la fin des années 1960.
Il est ensuite propriété de la famille Ferré.
Après le décès de sa propriétaire, le château reste inoccupé plusieurs années de 2007 à 2016 jusqu'à ce que Martial Chapeau en fasse l'acquisition. Il est aujourd'hui en cours de rénovation.